# Beszélj hozzám!
A Beszélj hozzám! (eredeti cím: Talk to Me) 2022-ben bemutatott ausztrál természetfeletti horrorfilm, amelyet Danny Philippou és Michael Philippou rendezett. A főbb szerepekben Sophie Wilde, Alexandra Jensen, Joe Bird, Otis Dhanji és Miranda Otto látható.
A filmet először az Adelaide Filmfesztiválon mutatták be 2022. október 20-án. Ausztráliában és Magyarországon 2023. július 27-én mutatták be a mozikban.

## Cselekmény
Egy adelaide-i házibulin Cole a bátyját, Duckettet keresi. Amikor megtalálja Duckettet, és megpróbálja hazavinni, Duckett leszúrja Cole-t és megöli magát.
Nem sokkal később a 17 éves Mia az édesanyja, Rhea altatótúladagolással elkövetett öngyilkosságának második évfordulójával és az apjával, Maxszel való távolságtartó kapcsolatával küzd. Mia, legjobb barátnője, Jade és Jade kisöccse, Riley eloson egy összejövetelre, amelynek Hayley és Joss a házigazdái, és ahol a fő attrakció egy levágott és bebalzsamozott kéz. A kezet megfogva és azt mondva, hogy "beszélj hozzám", valaki képes kommunikálni egy elhunyt személy szellemével, míg ha azt mondja, hogy "beengedlek", akkor a szellem megszállja őt. Annak érdekében, hogy a szellemek ne kössék magukat az adott személyhez, valakinek 90 másodperc előtt véget kell vetnie a megszállásnak azáltal, hogy lehúzza a bebalzsamozott kezet és elfúj egy gyertyát, hogy megszakítsa a kapcsolatot. Mia önként jelentkezik elsőnek, és egy szellem szállja meg, amely fenyegetően Riley-ra összpontosít. Joss és Hayley küzd a kapcsolat megszakításáért, és az időkorlátot kissé túllépik.
Az élménytől elragadtatva Mia másnap este csatlakozik Hayley-hez, Josshoz és Jade barátjához, Danielhez Jade házában. Jade nem engedi, hogy Riley részt vegyen, de a többiek engednek neki. Amikor Jade elhagyja a szobát, Riley ragaszkodik hozzá, és Mia 50 másodpercre hagyja, hogy ő is sorra kerüljön. Rileyt mintha megszállta volna Rhea szelleme, aki megpróbál kibékülni Miával. Mia döbbenten állítja meg a csoportot a megszállottság befejezésében, hogy még időben beszélhessen az anyjával. Riley testét elfoglalják a szellemek, és öngyilkossági kísérletre késztetik; kritikus állapotban kerül kórházba.
Miát, akit most Rhea látomásai kísértenek, Riley sérüléseiért hibáztatják, Jade és anyja, Sue pedig elkerülik. Miután Mia titokban elvette a bebalzsamozott kezet, felajánlja Danielnek, hogy éjszakára az apja házában maradjon. Miközben plátói módon megosztja az ágyat Daniellel, szemtanúja lesz egy szellem megjelenésének, aki Daniel lábát szopogatja. Amikor felébred, ehelyett azt látja, hogy Mia transzban szopogatja a lábát, és elmegy. Mia a kéz segítségével kapcsolatba lép Rheával, aki ragaszkodik hozzá, hogy a halála véletlen volt, és hogy segítenie kell Riley-nak, aki még mindig megszállott, és minden alkalommal öngyilkosságot kísérel meg, amikor visszatér az eszméletéhez. Mia nyitva hagyja a kapcsolatot, és a kéz nélkül kezdi látni az anyját, és elveszíti a valóságérzékét.
A barátok felkeresik Cole-t, aki elmagyarázza, hogy az élő test természetes módon kiűzi a betolakodó szellemeket. Mia, attól tartva, hogy Riley-nak talán nincs ideje, megpróbál kapcsolatba lépni vele a kórházban a kéz segítségével, de ehelyett egy látomás jelenik meg, amelyben Riley-t szellemek kínozzák a limbóban. Otthon Max felolvassa Rhea búcsúlevelét Miának, és bocsánatot kér, amiért eltitkolta előle az igazságot. Rhea szelleme azt mondja Miának, hogy Max hazudik, és Mia azt hallucinálja, hogy Max erőszakosan megtámadja, aminek következtében véletlenül leszúrja az igazi Maxot. Rhea azt mondja Miának, hogy Rileynak meg kell halnia ahhoz, hogy megszabaduljon a megszállásától. Mia elrabolja Rileyt a kórházból, és Jade látja, hogy Mia egy kerekesszékben tolja Rileyt az autópálya felé. Rhea megpróbálja meggyőzni Miát, hogy tolja Rileyt a szembejövő forgalomba, de ehelyett Mia beleesik a szembejövő forgalomba, és súlyosan megsérülve fekszik az úton.
Mia a kórházban találja magát, ahol látja a teljesen felépült Rileyt, aki Jade-del és Sue-val beszélget, miközben Max egy lifttel távozik. Senki sem válaszol neki, nincs tükörképe a tükörben, és a kezei eltorzultak. Miután sötétségbe burkolózik, a távolban egy gyertya fölé nyújtott kezet lát. Megragadja, és hirtelen egy görögországi házibuliba idéződik, ahol a kezét fogó partizó felszólítja, hogy beszéljen, és azt mondja Miának, hogy "beengedtem".

## Szereplők
| Szerep  | Színész               | Magyar hang    |
| ------- | --------------------- | -------------- |
| Mia     | Sophie Wilde          | Rigler Renáta  |
| Jade    | Alexandra Jensen      | Kereki Anna    |
| Riley   | Joe Bird              | Maszlag Bálint |
| Daniel  | Otis Dhanji           | Bogdán Gergő   |
| Sue     | Miranda Otto          | Hámori Eszter  |
| Hayley  | Zoe Terakes           | Nagy Katica    |
| Joss    | Chris Alosio          | Gacsal Ádám    |
| Max     | Marcus Johnson        | Papp Dániel    |
| Rhea    | Alexandria Steffensen | Sági Tímea     |
| Duckett | Sunny Johnson         | Joó Gábor      |
| Cole    | Ari McCarthy          |                |

### Magyar változat
- Bemondó: Galambos Péter
- Magyar szöveg: Kis János
- Hangmérnök: Halas Péter
- Vágó: Pilipár Éva
- Gyártásvezető: Vigvári Ágnes
- Szinkronrendező: Szalay Csongor
- Produkciós vezető: Jávor Barbara

A szinkront a Direct Dub Studios készítette el.

## A film készítése
A filmet a Causeway Films, a Bankside Films és a Talk to Me Holdings koprodukciójában készült.. A rendezők, Danny és Michael Philippou szorosan együttműködtek Samantha Jennings producerrel, a Causeway Films produkciós cég egyik társalapítójával, aki jól ismeri Adelaide-et.